# 林仙輔

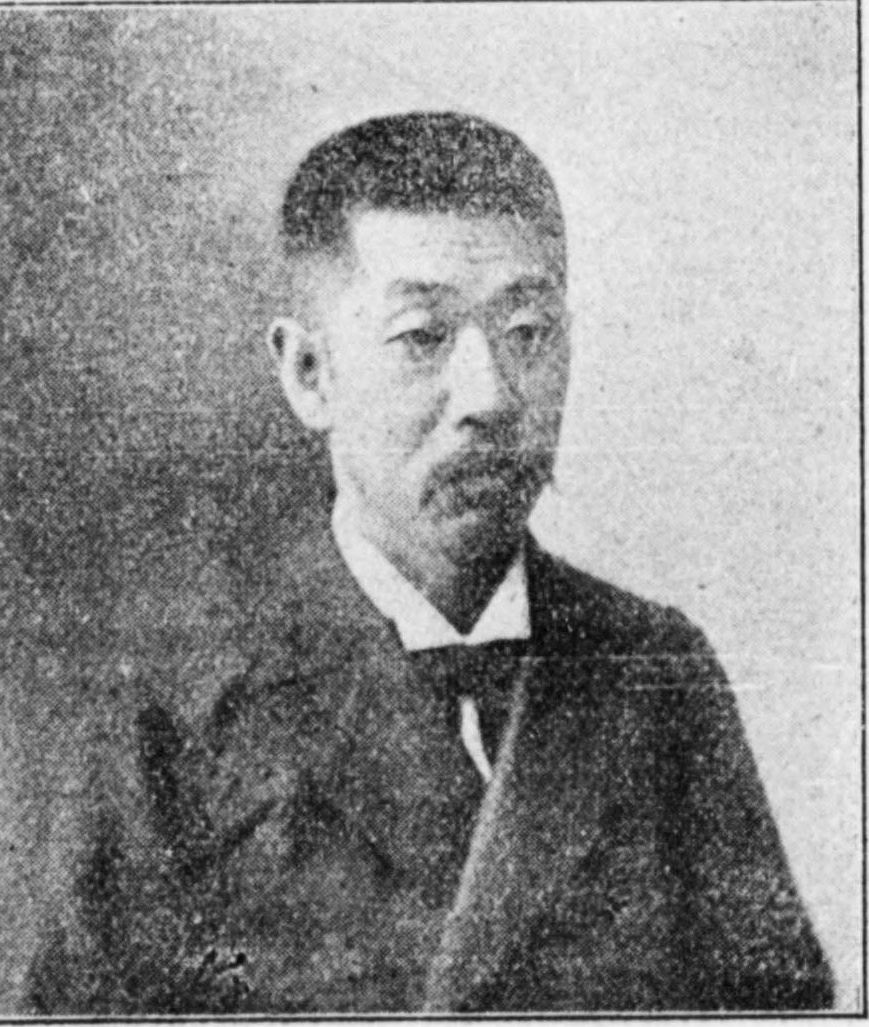
林仙輔

林 仙輔（はやし せんすけ、1863年9月25日（文久3年8月18日） - 1935年（昭和10年）1月30日）は、日本の政治家。衆議院議員（1期）。宇部市長。

## 経歴
長門国（現在の山口県）出身。普通学と漢学を学ぶ。村会議員、学務委員、村長、所得税調査委員、山口県会議員、同参事会員、地方衛生会委員、防長同業組合会議員、防長農工銀行、宇部銀行、福川銀行、宇部電気、宇部鉄道の各株式会社の取締役となる。
1902年の第7回衆議院議員総選挙において山口県郡部から立憲政友会公認で立候補して当選した。衆議院議員を1期務めた。同年の第8回衆議院議員総選挙には出馬しなかった。
1926年4月、宇部市長に就任。就任の翌月に皇太子（後・昭和天皇）の行啓があり、市民は盛大に奉迎、これを記念して、神原公園が造成された。6月市公報が発刊、7月市青年訓練所開設、11月市民体育大会開催、翌年4月に上水道開通と宇部商業実践学校（現・山口県立宇部商業高等学校）開校、5月宇部職業紹介所独立設置があった。ほかに宇部経理学校の開校、宇部別府間定期航路開設、宇部電気鉄道創立、宇部第二火力発電所起工などがあり、宇部市は大きく躍進した。市長時代は民心収攬と市民の士気高揚があって市民と一致協力して市政運営にあたることができ、大きな成果を上げた。
1928年6月に市長を退任した。1935年死去。